# پاتریک جی. سالیوان
پاتریک جی. سالیوان (به انگلیسی: Patrick Joseph Sullivan) سناتور سابق عضو حزب جمهوری‌خواه ایالات متحده آمریکا بود. وی در سال ۱۹۲۹ تا ۱۹۳۰ میلادی سناتور ایالت وایومینگ در سنای ایالات متحده آمریکا بود.